# Hjalmar Weijdling
Magnus Hjalmar C:son Weijdling, född 24 januari 1856 i Kalmar, död 31 januari 1924 i Göteborgs Vasa församling, Göteborg, var en svensk köpman och målare.

## Biografi
Weijdling var son till kronofogden Carl Johan Otto Weijdling och Lotten Ekman, och från 1892 gift med Kjerstin Carolina Lamm. Han vistades något år i Skottland där han praktiserade på kontor. Han fortsatte därefter sin arbeta i Göteborg där han senare blev delägare i fabriks och handelsfirman Gegerferlt & Weijdling som bland annat drev Gårda Stärkelsefabrik 1883–1923. Som konstnär studerade han ett par terminer för Carl Larsson vid Valands målarskola. Han medverkade i slutet av 1890-talet i samlingsutställningar på Valand i Göteborg. Hans konst består av stad- och landskapsmotiv från Göteborgstrakten och Halland. Weijdling är representerad vid bland annat Göteborgs stadsmuseum[källa behövs]. Han är begravd på Östra kyrkogården i Göteborg.